# Оффенбюттель
Оффенбюттель (нім. Offenbüttel) — громада в Німеччині, розташована в землі Шлезвіг-Гольштейн. Входить до складу району Дітмаршен. Складова частина об'єднання громад Міттельдітмаршен.
Площа — 14,25 км2. Населення становить 258 ос. (станом на 31 грудня 2020).